# Władimir Iwanow (ur. 1910)
Władimir Nikołajewicz Iwanow (ros. Владимир Николаевич Иванов, ur. 1910 w guberni jekaterynburskiej, zm. ?) – radziecki działacz partyjny i państwowy.

## Życiorys
W 1926 roku ukończył Szkołę Uniwersytetu Fabryczno-Zawodowego, następnie technikum górnicze, a w 1937 roku Swierdłowski Instytut Górniczy. Pracował jako majster górniczy, pomocnik szefa i szef rudni, a także kierownik prac górniczych Gorobłagodatskiego Zarządu Rudnego w obwodzie swierdłowskim. W 1937 roku został kierownikiem rudni w obwodzie kirowskim, później służył w Armii Czerwonej, a od 1945 należał do WKP(b). W kolejnych latach pracował jako inżynier, pełniąc funkcję zastępcy głównego inżyniera i jako główny inżynier trustu węglowego w obwodzie swierdłowskim. W 1952 roku ukończył Akademię Przemysłu Węglowego. Od tego samym roku, aż do stycznia 1958 był szefem kombinatu węglowego "Chabarowskugol"/"Dalwostugol". Następnie od stycznia 1958 roku do lutego 1960 roku objął stanowisko II Sekretarza Amurskiego Komitetu Obwodowego KPZR, a od lutego 1960 roku do 30 listopada 1965 roku został przewodniczącym Komitetu Wykonawczego Amurskiej Rady Obwodowej. 
Został odznaczony dwoma Orderami Czerwonego Sztandaru Pracy.